# Campeonato Mundial de Esquí Acrobático de 1986
El I Campeonato Mundial de Esquí Acrobático se celebró en la localidad alpina de Tignes (Francia) entre el 2 y el 6 de febrero de 1986 bajo la organización de la Federación Internacional de Esquí (FIS) y la Federación Francesa de Esquí.

## Medallistas

### Masculino
| Evento              | Oro                              | Plata                                | Bronce                           |
| ------------------- | -------------------------------- | ------------------------------------ | -------------------------------- |
| Baches (02.02)      | Éric Berthon Francia             | Petsch Moser · Suiza ·               | Martti Kellokumpu · Finlandia ·  |
| Acrobacias (06.02)  | Richard Schabl RFA 45,10 pts.    | Lane Spina Estados Unidos 42,89 pts. | Georg Fürmeier RFA 42,89 pts.    |
| Salto aéreo (04.02) | Lloyd Langlois · Canadá · 381,81 | Yves Laroche · Canadá · 360,89       | Jean-Marc Bacquin Francia 343,18 |
| Combinada (06.02)   | Alain Laroche · Canadá · 33,00   | John Witt Estados Unidos 43,00       | Éric Laboureix Francia 57,00     |

### Femenino
| Evento              | Oro                                  | Plata                              | Bronce                             |
| ------------------- | ------------------------------------ | ---------------------------------- | ---------------------------------- |
| Baches (02.02)      | Mary Jo Tiampo Estados Unidos        | Hayley Wolff Estados Unidos        | Silvia Marciandi · Italia ·        |
| Acrobacias (06.02)  | Jan Bucher Estados Unidos 45,79 pts. | Christine Rossi Francia 45,60 pts. | Lucie Barma · Canadá · 43,50 pts.  |
| Salto aéreo (04.02) | Maria Quintana Estados Unidos 223,24 | Carin Hernskog · Suecia · 220,78   | Meredith Gardner · Canadá · 219,55 |
| Combinada (06.02)   | Conny Kissling · Suiza · 18,00       | Anna Fraser · Canadá · 32,00       | Silvia Marciandi · Italia · 38,00  |

## Medallero
| Núm. | País           | Oro | Plata | Bronce | Total |
| ---- | -------------- | --- | ----- | ------ | ----- |
| 1    | Estados Unidos | 3   | 3     | 0      | 6     |
| 2    | Canadá         | 2   | 2     | 2      | 6     |
| 3    | Francia        | 1   | 1     | 2      | 4     |
| 4    | Suiza          | 1   | 1     | 0      | 2     |
| 5    | RFA            | 1   | 0     | 1      | 2     |
| 6    | Suecia         | 0   | 1     | 0      | 1     |
| 7    | Italia         | 0   | 0     | 2      | 2     |
| 8    | Finlandia      | 0   | 0     | 1      | 1     |
|      | TOTAL          | 8   | 8     | 8      | 24    |